# I Love You, Baby
Pour plus de détails, voir Fiche technique et Distribution.
I Love You, Baby (en français : Je t’aime chéri) est un film allemand réalisé par Nick Lyon, sorti en 2000.

## Synopsis
Le film tourne autour de deux partenaires d’escroquerie nommés Peter et Gwen. Ils prévoient de voler de l’argent au millionnaire Walter Ekland en présentant Peter comme son fils, perdu depuis longtemps, et Gwen comme la femme de Peter, qui suit un traitement contre le cancer. Leur plan est compromis lorsqu’un détective nommé Decker, qui connaît leur identité, décide de les faire chanter pour obtenir une part de l’argent.

## Distribution
- Jasmin Gerat : Gwen
- Mark Keller : Peter
- Maximilian Schell : Walter Ekland
- Burkhard Driest : Decker
- Katja Burkard : présentatrice de la télévision
- Prince Hughes : le vrai Decker
- Mario Irrek : Richie Rich
- Wolfram Kons : animateur de télévision
- Lorenzo Bassa Mestre : Chauffeur de taxi
- Patrizia Moresco : Maria
- Ralph Morgenstern : Sickenberger
- Peter Rappenglück : Cookie
- Pierre Shrady : le barman
- Carlo Thränhardt : le chauffeur

## Réception critique
I Love You, Baby a reçu des critiques mitigées. Cineclub a évalué positivement l’approche de Nick Lyon en tant que réalisateur. Certains ont apprécié les lieux pittoresques et le scénario. Cependant, Schnitt lui a donné une critique négative, le qualifiant de téléfilm de mauvaise qualité avec de nombreux plans larges qui tue réellement le public du cinéma.